# ليف يوهانسون (تنس)
ليف يوهانسون (بالسويدية: Leif Johansson) مواليد 3 يونيو 1952، هو لاعب كرة مضرب سويدي سابق بدأ مسيرته كمحترف سنة 1969 وكان يلعب باليد اليمنى، اعتزل اللعب في 1976. أعلى تصنيف له في الفردي كان المركز الـ 51 في سنة 1973.

## روابط خارجية
- ليف يوهانسون على موقع رابطة محترفي التنس (الإنجليزية)
- ليف يوهانسون على موقع الاتحاد الدولي لكرة المضرب (الإنجليزية)
- ليف يوهانسون على موقع خلاصة التنس.كوم (الإنجليزية)